# Louis N. Parker
Louis N. Parker, pseudonimo di Louis Napoléon Parker (Luc-sur-Mer, 21 ottobre 1852 – Bishopsteignton, 21 settembre 1944), è stato un drammaturgo, traduttore e compositore inglese.

## Biografia
Louis N. Parker nacque in Francia, figlio dello statunitense Charles Albert Parker, e dell'inglese Elizabeth Moray.
Parker visse in numerosi paesi europei divenendo in tal modo capace di parlare perfettamente in italiano, in francese e in tedesco. Compì la sua formazione musicale a Friburgo oltre a studiare composizione con William Sterndale Bennett alla Royal Academy of Music.
Nel 1878 sposò Georgianna Bessie Calder, dalla quale ebbe due figlie, Elsa e Dorothy.
Parker fu organista e maestro di coro alla Sherborne School, Dorset (nella quale era anche stato studente), dal 1873 al 1892.
Le sue canzoni, cantate e musica strumentale furono composte durante questo periodo. Fu uno dei primi sostenitori inglesi di Richard Wagner, e divenne presidente della Wagner Society di Londra.
A causa della crescente sordità, Parker si dedicò alla drammaturgia. Si trasferì a Londra nel 1896, dove scrisse un centinaio di drammi, tra lavori originali, traduzioni di lavori stranieri e canovacci per pageants, imponenti recite storiche in costume che ottennero un ottimo successo. Nei pageants gli eventi storici venivano ricordati con spettacoli che includevano recitazione canti, danze e processioni e che generalmente erano effettuati da persone non professioniste ma scelte nel luogo stesso.
Tra i suoi drammi si ricordano soprattutto Disraeli (1911) e The Cardinal (1903), che ebbe molte rappresentazioni anche in Italia.
Nel 1898 fu nominato membro della Royal Academy of Music. 
Una delle sue figlie, Dorothy, divenne un'attrice famosa, che si esibì con successo anche in America.

## Opere letterarie

### Drammi
- The Cardinal (1903)
- The Monkey's Paw (1907)
- Pomander Walk (1910)
- Disraeli (1911)
- Drake of England (1912)
- Mavourneen (1915)
- Summertime (1919)
- Our Nell (1924)